# Lycodon capucinus
Lycodon capucinus är en ormart som beskrevs av Boie 1827. Lycodon capucinus ingår i släktet Lycodon och familjen snokar. Inga underarter finns listade i Catalogue of Life.
Arten förekommer i Sydostasien från sydöstra Kina över Malackahalvön och Filippinerna till Timor. Den lever i fuktiga tropiska skogar i låglandet. Dessutom besöks odlingsmark, byar och städer. Individerna är nattaktiva och de vistas på marken eller klättrar i träd. Lycodon capucinus jagar främst ödlor. Honor lägger ägg.
För beståndet är inga hot kända. Ibland dödas individer av personer som av misstag antar att Lycodon capucinus är giftig. IUCN kategoriserar arten globalt som livskraftig.